# FKラドニチュキ・オブレノヴァツ
フドバルスキ・クルブ・ラドニチュキ・オブレノヴァツ（セルビア語: Фудбалски клуб Раднички Обреновац, セルビア・クロアチア語: Fudbalski klub Radnički Obrenovac）は、セルビアのベオグラード・オブレノヴァツをホームタウンとするサッカークラブである。

## 歴史
1927年に創設された。
2001年にミリツィオナルを吸収合併した。

## 歴代所属選手
- ヨヴァン・マルコスキ 1999-2000, 2020-2022
- ミロシュ・ミロイェヴィッチ 2003
- ステヴァン・コヴァチェヴィッチ 2007-2008
- ラドサヴ・ペトロヴィッチ 2007-2008
- フィリプ・ジュリチッチ 2008-2009